# Alex Newhook
Alex Newhook (St. John's, 28 januari 2001) is Canadese professionele ijshockeyspeler. Hij speelt bij het Amerikaanse National Hockey League-team Colorado Avalanche. 

## Carrière
In 2020 behaalde Newhook als speler bij Boston College verschillende persoonlijke prijzen binnen in het college hockey, waaronder die van "Hockey East Rookie of the Year", "New England Rookie of the Year" en de Tim Taylor Award. 
In 2021 tekende hij zijn eerste profcontract, namelijk een driejarig contract bij de Colorado Avalanche in de NHL. Hij miste de seizoenstart in de competitie daar hij met Team Canada in zijn thuisland deelnam aan het jongerenwereldkampioenschap hockey. Hij behaalde er met zijn land de zilveren medaille.
In 2022 won hij met Colorado Avalanche de prestigieuze Stanley Cup. 